# Ʃ
Cette page contient des caractères spéciaux ou non latins. S’ils s’affichent mal (▯, ?, etc.), consultez la page d’aide Unicode.
« Ech » redirige ici. Pour les autres significations, voir Ech (homonymie).
Ne doit pas être confondu avec les lettres latines s ‹ S s › ou s long ‹ ſ ›, ni avec les lettres cyrilliques dzé ‹ Ѕ ѕ › ou dzwé ‹ Ꚃ ꚃ ›, ni avec la lettre grecque sigma ‹ Σ σ ς ›.
Pour les articles homonymes, voir Esh.
Ech (majuscule Ʃ, minuscule ʃ), également écrit esh d'après la graphie de son nom en anglais, est une lettre additionnelle de l’alphabet latin. Elle fait  partie de l’Alphabet africain de référence, de l’Alphabet scientifique des langues du Gabon et de l’Alphabet national guinéen. Elle a été utilisée en ga au Ghana des années 1940 à 1975, et en bambara au Mali à partir de 1982 jusqu’à la publication des alphabets et règles d’orthographe des langues nationales en 1991, et a été remplacée par le digramme ‹ sh ›. Elle faisait aussi partie de l’alphabet mixte de Chine.
Sa minuscule est utilisée comme symbole pour la consonne fricative palato-alvéolaire sourde dans l’alphabet phonétique international.
Sa majuscule, quant à elle, est inspirée de la lettre grecque sigma ou est fondée sur la forme minuscule.

## Histoire et utilisation
L’ech est utilisé à la Renaissance comme lettre latine (au côté de ‹ j, u ɛ, ꞷ › comme lettres respectivement distinctes de ‹ i, v, e, o ›) dans une réforme de l’orthographe italienne proposée par Gian Giorgio Trissino et retrouvée dans certaines éditions de Tolomeo Janiculo comme la réimpression de 1529 de De la volgare eloquenzia de Dante Alighieri, utilisant le type de Ludovico degli Arrighi. Il s’y retrouve avec une majuscule à la forme du sigma ‹ Σ ›.

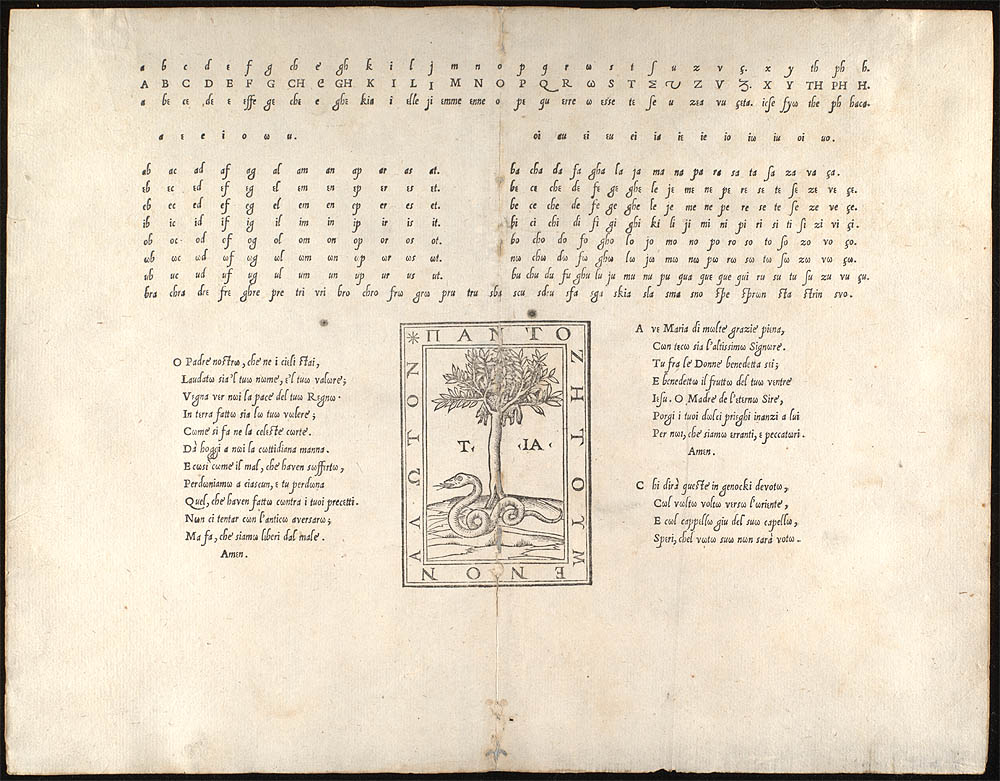
Specimen de caractère étendu de Ludovico degli Arrighi et utilisé par Tolomeao Janiculo, circa 1522, avec l’ech.

Antonio Martecchini a publié plusieurs ouvrages utilisant la lettre ech en croate comme Suʃe sina raʃmetnoga d’Ivan Gundulić publié en 1828, Nauk ʃa pijsati dobro latinskiema slovima rieci yeʃika slovinskoga koyiemse Dubrovcani, i sva Dalmatia kakko vlasctitiem svoyiem yeʃikom sluʃcij de Rajmund Džamanjić (hr) publié en 1587.
Petar Bašić (hr) a aussi utilisé la lettre ech en croate dans l’édition de 1783 d’un ouvrage de Robert Bellarmin, dans l’édition de 1785 du dictionnaire italien-latin-croate d’Ardelio Della Bella (hr) ou encore dans un de ses propres ouvrages de 1804.

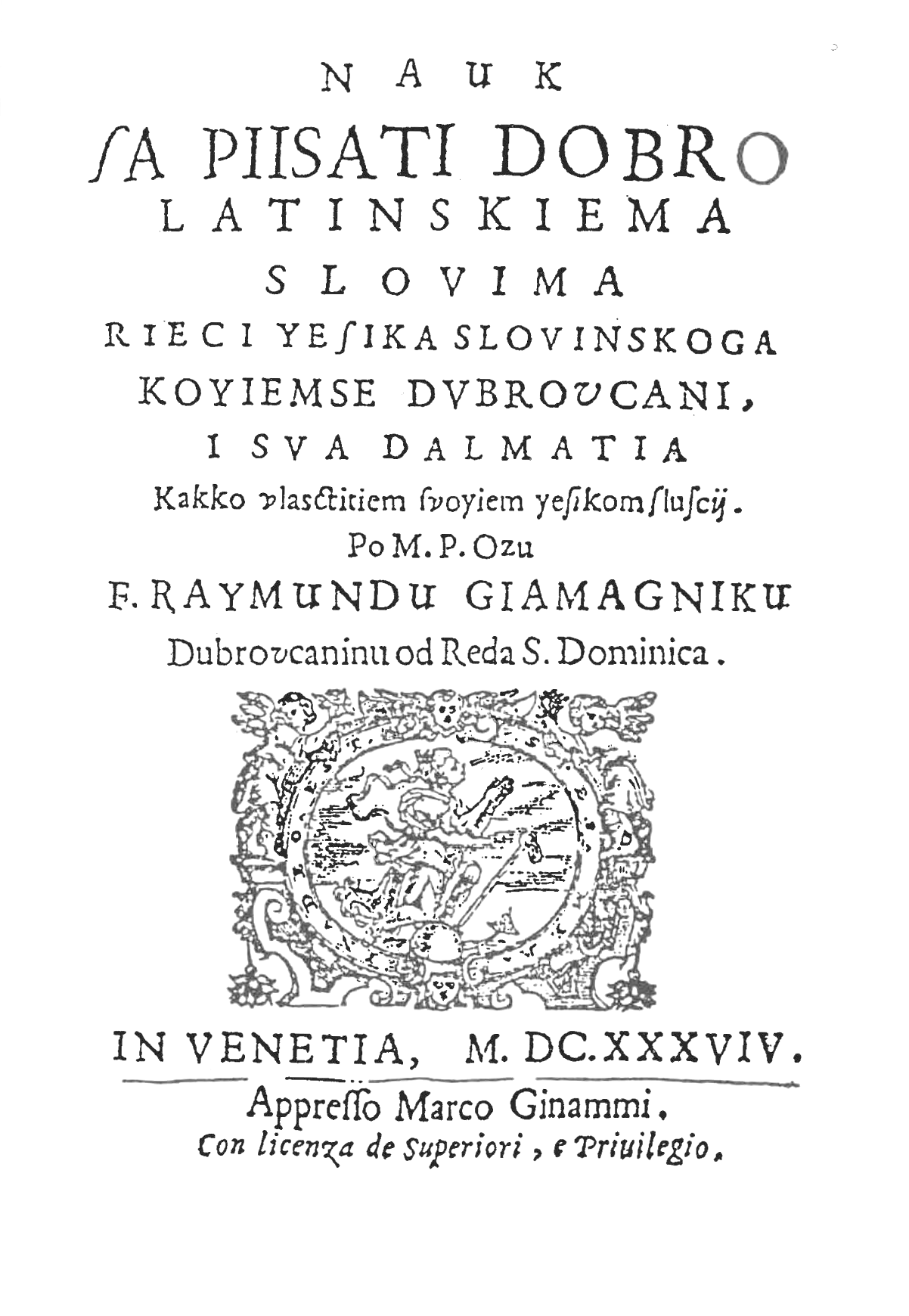
Page de titre de Džamanjić 1639.
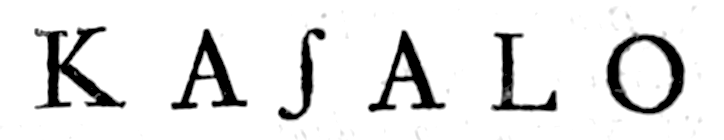
Le mot « Kaʃalo » en majuscules dans P. Bašić 1803.

L’ech, avec une majuscule à la forme du sigma grec ‹ Σ ›, a aussi été utilisé dans l’alphabet phonotypique d’Isaac Pitman et Alexander John Ellis, dans sa version de 1845 ainsi que dans d’autres versions. Il figure aussi sous sa forme minuscule uniquement dans l’alphabet romique d’Henry Sweet de 1877.
L’alphabet dialectal suédois de Johan August Lundell utilise aussi l’ech pour représenter une consonne fricative palato-alvéolaire sourde [ʃ]. Dans certains ouvrages, celle-ci a aussi une majuscule, avec la forme d’un S étiré verticalement . En 1886 dans Om rättstafningsfrågan, proposant une réforme orthographique du suédois, Lundell lui donne la forme d’un S sigmoïde ‹ Ꟙ ›.

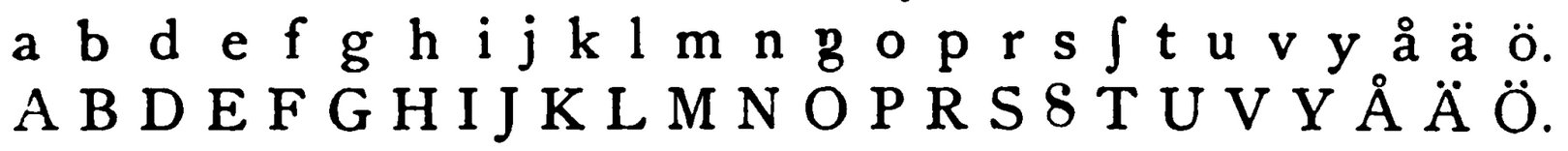
Alphabet suédois proposé par Lundell en 1886, avec le lettre ech.

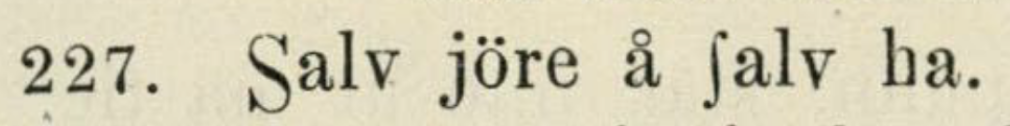
Ech majuscule et ech minuscule dans un article d’Emil Svensén publié dans les ' en 1904.

L’alphabet phonétique international emprunte ce symbole et l’utilise dès 1888-1889 pour transcrire une consonne fricative palato-alvéolaire sourde. Le c avait été utilise auparavant dans son journal.
Proposé en 1927, l’alphabet international africain, dérivé de l’alphabet phonétique international, utilise cette lettre avec une majuscule à la forme du sigma grec. Cet alphabet est ensuite utilisé par l’autorité coloniale de la Côte-de-l’Or (aujourd’hui le Ghana), notamment pour l’écriture du ga. Dans les années 1970, le Bureau of Ghana Languages remplace cette lettre par le digramme ‹ sh ›. L’ orthographe officielle xhosa a aussi utilisé cette lettre entre les années 1930 et les années 1950.
En 1938, Eugen Dieth propose une orthographe pour le suisse allemand utilisant la lettre ech et une forme majuscule qui lui est propre.

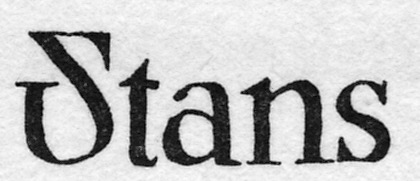
‹ Ʃtans › dans Dieth 1938, p. 28.

En 1979, l’ech ‹ ʃ ›, représentant une consonne fricative alvéolaire voisée [z], est utilisé dans l’Urtugrafia muderna (lmo) (« Orthographe moderne ») proposée par le Comitato per il vocabolario italiano-milanese (Comité pour le vocabulaire italien-milanais) présidé par Claudio Beretta comme orthographe standardisée des différents dialectes du lombard. Il est aussi utilisé dans plusieurs ouvrages du Centro di ricerche storiche Rovigno (Centre de recherche historique de Rovigno), notamment dans la transcription de l’istriote.
À la suite d’une réunion à Niamey organisée par l’UNESCO, l’alphabet africain de référence est proposé en 1978 et utilise l’ech, avec une majuscule basée sur la forme minuscule. Cette forme se retrouve ensuite dans l’alphabet scientifique des langues du Gabon de 1989 et l’alphabet national guinéen de 1989. La lettre ech a aussi été dans les alphabets et règles d'orthographe des langues nationales de 1982, spécifiquement dans l’alphabet bambara, mais a été remplacé dans celui-ci par le digramme ‹ sh › en 1992.

## Variantes et formes
L’ech a différentes formes pour sa majuscule.
| Majuscule | Minuscule | Description |
| --------- | --------- | --- |
|           |           | Forme utilisée dans l’Alphabet international africain et anciennement en ga au Ghana, avec une majuscule similaire à la lettre grecque sigma ‹ Σ ›.      |
|           |           | Forme utilisée dans l’Alphabet africain de référence de 1978, l’Alphabet scientifique des langues du Gabon et l’Alphabet national guinéen.               |
|           |           | Forme utilisée dans l’Ordbok över Sveriges dialekter (Dictionnaire des dialectes suédois) ou dans les Archives des traditions populaires suédoises (sv). |
|           |           | Forme utilisée dans Om rättstafningsfrågan, avec une majuscule similaire au S sigmoïde ‹ Ꟙ ›.                                                            |
|           |           | Forme utilisée par J. P. Harrington. |

## Représentation informatique
Cette lettre possède les représentations Unicode suivantes :
| formes    | représentations | chaînes de caractères | points de code | descriptions                |
| --------- | --------------- | --------------------- | -------------- | --------------------------- |
| capitale  | Ʃ               | Ʃ                     | U+01A9         | lettre majuscule latine ech |
| minuscule | ʃ               | ʃ                     | U+0283         | lettre minuscule latine ech |